# Эуархонты
Эуархонты (лат. Euarchonta от др.-греч. εὖ- «хорошо; полностью» + ἄρχοντες «правящие», что дословно, Истинноправящие) — один из двух грандотрядов надотряда Euarchontoglires инфракласса плацентарных млекопитающих, включающий три отряда: тупай, шерстокрылов и приматов.
Представители двух отрядов — тупайи и шерстокрылы — в разное время включались в состав третьего — приматов, при этом их рассматривали как ветвь или ранних представителей полуобезьян.
Термин появился в научной литературе в 1999 году, когда по результатам молекулярных исследований из старого, основанного на сравнении морфологии надотряда Archonta были вынесены рукокрылые (по новым данным, они оказались на совсем иной ветви плацентарных — Laurasiatheria).
А приматов и шерстокрылов объединяют теперь в миротряд приматообразных, сестринский тупайям. Экстраполяция данных, основанных на молекулярных часах, позволяет предположить, что Euarchonta возникли в меловом периоде около 88 миллионов лет назад и уже 86,2 миллиона лет назад разделилась на группы Scandentia и Primatomorpha. 79,6 миллиона лет назад разделились отряды Primates и Dermoptera.

## Филогенетическое древо
- Euarchontoglires
  - Грызунообразные (Glires)
    - Грызуны (Rodentia)
    - Зайцеобразные (Lagomorpha)

  - Euarchonta
    - Тупайи (Scandentia)
    - Приматоморфы (Primatomorpha)
      - Шерстокрылы (Dermoptera)
      - Приматы (Primates)
        - Plesiadapiformes
        - Мокроносые (Strepsirhini)
        - Сухоносые (Haplorhini)